# جان نیکولاس
جان نیکولاس (انگلیسی: John Nicholas; ۲۴ ژوئیهٔ ۱۸۷۹ – ۲۹ سپتامبر ۱۹۲۹) بازیکن فوتبال اهل بریتانیا بود.
وی به‌همراه تیم فوتبال المپیک بریتانیای کبیر به مدال طلا مسابقات فوتبال در بازی‌های المپیک تابستانی ۱۹۰۰ دست پیدا کرده‌است.